# Aribo I.

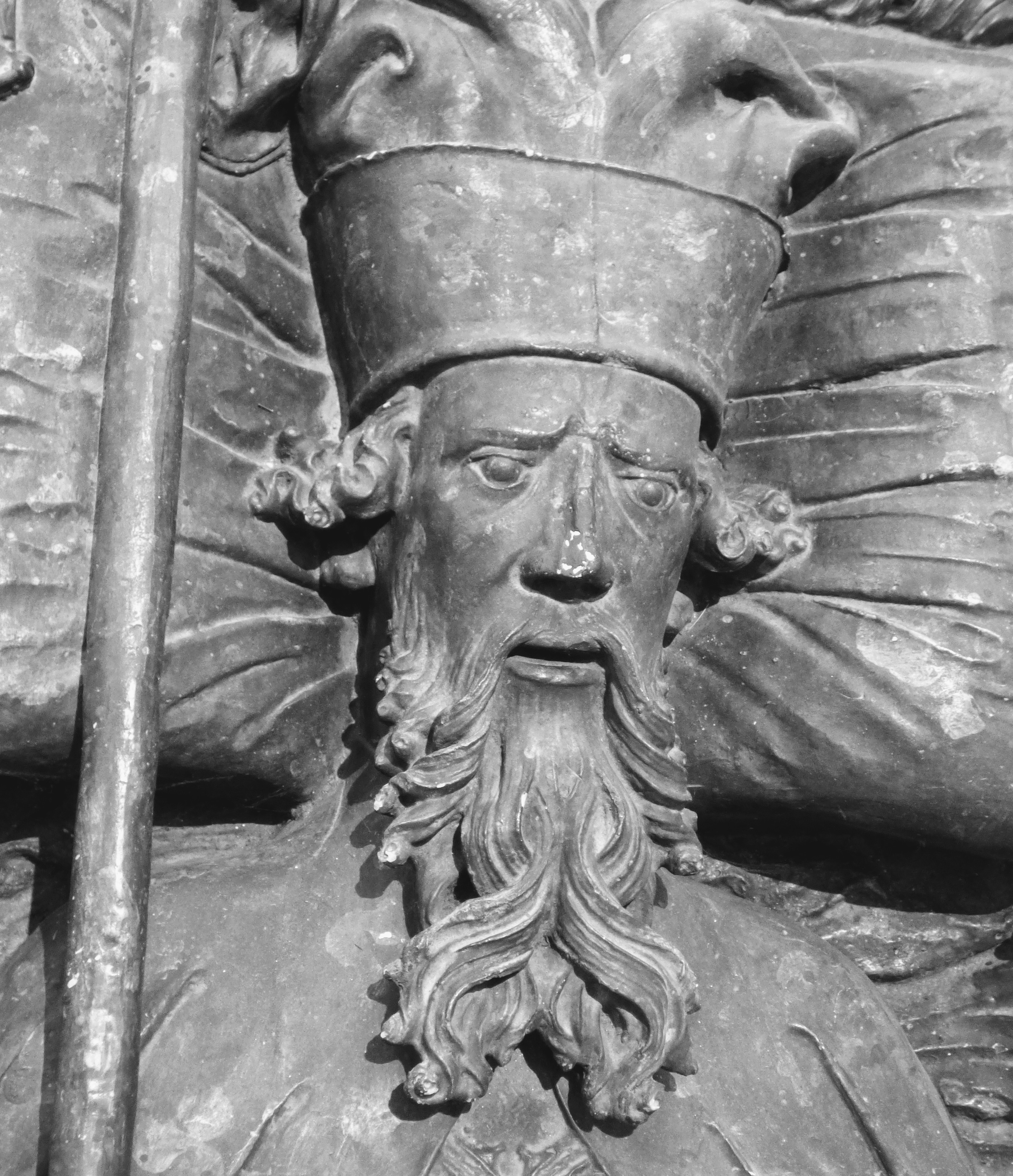
Aribo, Stiftergrab Seeon

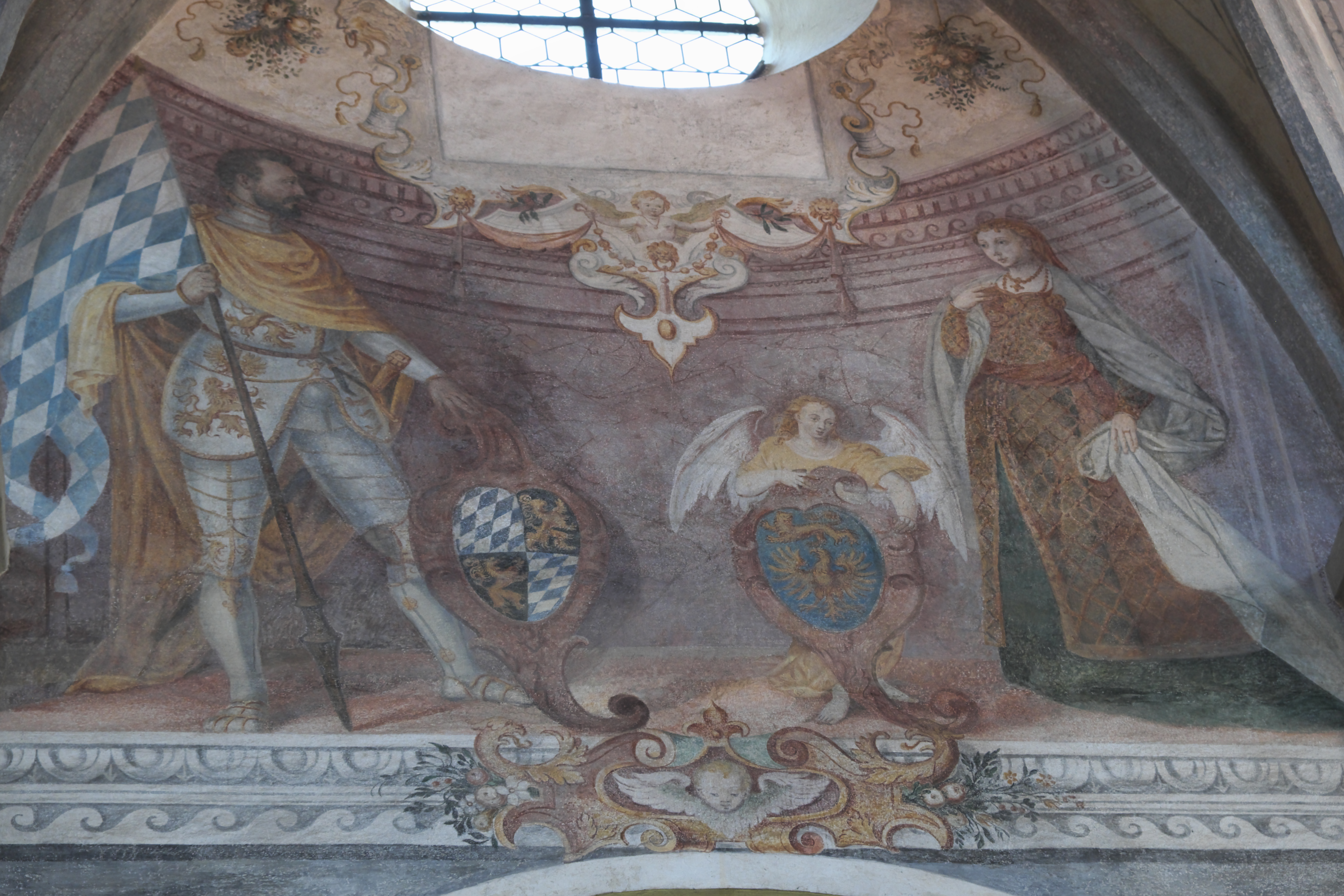
Aribo und seine Gemahlin Adala von Bayern als Stifter auf einem Fresko der Kirche des ehemaligen Klosters Seeon

Aribo I. († 1001/1020), aus dem Geschlecht der Aribonen, war Graf im Chiemgau und Leobengau, ab 985 Pfalzgraf von Bayern.
Die Aribonen waren eines der mächtigsten Geschlechter im damaligen Bayern. Sie hatten die Grafschaften im unteren Salzburggau und im Isengau inne, und ihre Besitzungen erstreckten sich über Bayern, Kärnten und die Steiermark.
Aribo war der Sohn (oder Enkel) des Grafen Chadalhoch/Kadalhoh im Isengau († 951/53) sowie, durch seine Heirat mit Adala (einer Cousine Kaiser Heinrichs II.), Schwiegersohn des Pfalzgrafen Hartwig/Herwicus I. († 985). Aribo selbst war laut Kaiser Otto III. mit dem späteren Kaiser Heinrich II. sehr nah blutsverwandt (Notiz anno 999).
Aribo wird bald nach 958 erstmals urkundlich erwähnt, als Vasall des Erzbischofs Friedrich I. von Salzburg.  972/76 erscheint er in einem Tauschgeschäft mit Erzbischof Friedrich. Er war ein Freund des Kaisers Heinrich II. und fühlte sich mit dem heiligen Wolfgang von Regensburg eng verbunden.
Aribo war begütert in der Grafschaft Leoben, im Hengistgau und im Kroatengau in der Grafschaft Hartwigs.  Er folgte Hartwig 985 als Pfalzgraf, gründete 994/999 das Kloster Seeon im Chiemgau als Hauskloster (vormals Burg Bürgeli). Er konnte dafür Reliquien des heiligen Lambert von Lüttich gewinnen, der als Hauspatron gilt.
994 erlitten Erzbischof Hartwig von Salzburg, Bruder Adalas, und Aribo bei Piebing (Gegend von Straubing) Schiffbruch auf der Donau und halfen dann bei der Überführung der Leiche des tags zuvor gestorbenen Bischofs Wolfgang nach Regensburg.
Ab 1000 erscheint er als Vogt der Salzburger Besitzungen im Lavanttal.
1000/1020 gab er noch, kurz vor seinem Tod, mit seiner Gattin Adala die Zustimmung zur Gründung von
Stift Göss durch ihren Sohn, Diakon Aribo.
Göss, die älteste klösterliche Niederlassung in der Steiermark, entstand auf einem Gut, das einst König Ludwig das Kind 904 den Aribonen geschenkt hatte. Die erste Äbtissin 1020 war Tochter Kunigunde, und die Abtei wurde 1020 an Kaiser Heinrich II. übergeben (siehe Reichsabtei).

## Nachkommen
Aus der Ehe mit Adala (Adula/Adele), der ältesten Tochter des Pfalzgrafen Hartwig I. von Bayern und der Wigburg von Bayern, entsprossen:
- Hartwig II., Pfalzgraf von Bayern 1001–1027, † 1027
- Aribo, * um 990, Erzbischof von Mainz (1021–1031), † 6. April 1031
- Pilgrim, Erzbischof von Köln, † 25. Juni 1036
- Eberhard, Graf im Leobental bzw. Isengau(?), † um 1044
- Chadalhoch, Graf im Isengau, † um 1030/1045
- Wigburg (Wichburg), früh verstorben
- Wichburg/Wigburg, Äbtissin von Altmünster in Mainz
- Hildburg/Hiltiburg, verheiratet mit Arnold I. von Wels-Lambach
- Adala
- Kunigunde, Äbtissin zu Göss 1020